# 维勒蒂耶里
维勒蒂耶里（法語：Villethierry，法語發音：[viltjɛʁi]）是法国勃艮第-弗朗什-孔泰大区约讷省的一个市镇，属于桑斯区。

## 地理
维勒蒂耶里（48°15'50"N, 3°4'25"E）面积20.88 平方千米，位于法国勃艮第-弗朗什-孔泰大區约讷省，该省份为法国中北部内陆省份，西接卢瓦雷省，西北接塞纳-马恩省，南至涅夫勒省，东临科多尔省，东北与奥布省接壤。
与维勒蒂耶里接壤的市镇（或旧市镇、城区）包括：圣阿尼昂、布莱讷、迪扬、尚皮尼、肖蒙、利克西、瓦勒里。

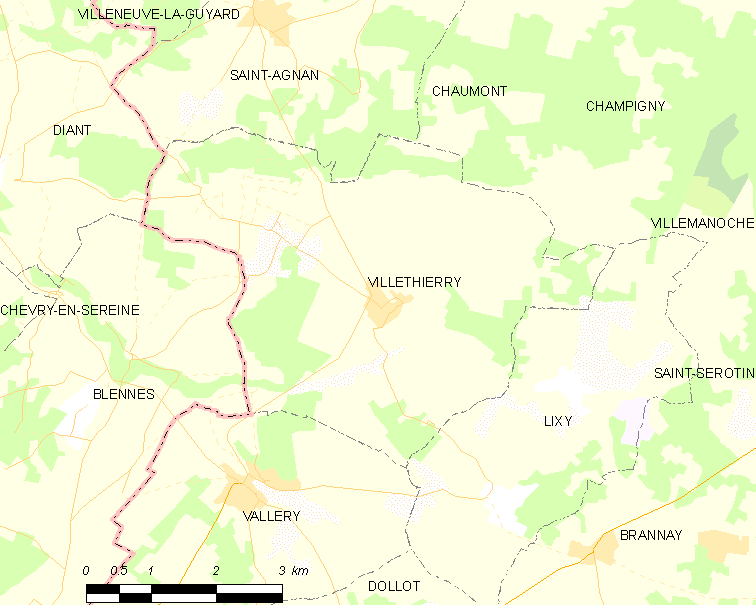
维勒蒂耶里的OSM定位图

维勒蒂耶里的时区为UTC+01:00、UTC+02:00（夏令时）。

## 行政
维勒蒂耶里的邮政编码为89140，INSEE市镇编码为89467。

## 政治
维勒蒂耶里所属的省级选区为勃艮第地区加蒂奈县。

## 人口

1962-2008年间维勒蒂耶里人口变化图示

维勒蒂耶里于2022年1月1日时的人口数量为800人。